# Hlújiv
Jlújiv (en ucraniano: Глухів, romanizado: Hlújiv; en ruso: Глухов, romanizado: Glújov) es una ciudad ucraniana perteneciente al óblast de Sumy. Situada en el norte del país, forma parte del raión de Shostka y es centro del municipio (hromada) homónimo.
La ciudad es conocida por haber sido la capital del Hetmanato cosaco en el periodo 1708-1764, después de la deposición de Iván Mazepa.

## Geografía
Jlújiv se encuentra a orillas del río Esman, 104 km al noroeste de Sumy y cerca de la frontera con Rusia. 

## Historia
Alrededor de 1247 se convirtió en la sede de una rama de la casa principesca de Cherníguiv tras la invasión mongola de la Rus de Kiev. Entre 1320 y 1503 formó parte del Gran Ducado de Lituania antes de ser conquistada por el Gran Ducado de Moscú. En 1618 volvió a pasó a formar parte de la Mancomunidad Polaco-Lituana, dentro del voivodato de Czernihów de la corona de Polonia. Ladislao IV Vasa le concedió los derechos de Magdeburgo en 1644. Entre 1648 y 1764 Jlújiv formó parte del regimiento de Nizhyn en el Hetmanato cosaco. El Hetmanato cosaco quedó bajo el protectorado militar del zarato ruso en virtud del tratado de Pereyáslav y en 1664, durante el asedio de Jlújiv, la guarnición de la ciudad se defendió con éxito contra un ejército polaco superior, que sufrió grandes pérdidas. Según el tratado de Andrúsovo, junto con el resto de la Ucrania de la Margen Izquierda, fue cedida al zarato ruso en 1667.
En 1708, tras la alianza de Iván Mazepa con Carlos XII de Suecia, Pedro I de Rusia ordenó la destrucción de Baturin y el traslado de la capital cosaca a Jlújiv. Allí, en noviembre de 1708, Iván Skoropadski fue elegido hetman del Hetmanato cosaco, mientras que el metropolitano de Kiev, Ioasaf, se vio obligado a anatematizar a Mazepa en la catedral de la Santa Trinidad. Jlújiv fue la capital del Hetmanato cosaco entre 1708 y 1764 y, hasta 1773, el centro administrativo de la gobernación de la Pequeña Rusia tras la disolución del hetmanato bajo Catalina II de Rusia. Bajo los últimos hetmanes de Ucrania, la ciudad fue remodelada en estilo barroco ucraniano. Posteriormente, debido a los frecuentes incendios, muy pocas de sus obras arquitectónicas sobrevivieron.

Desde que se fundó aquí la primera escuela de canto del Imperio ruso en 1738, la ciudad cuenta con un rico patrimonio musical; se cree que los compositores Dmitro Bortnianski y Maksim Berezovski estudiaron allí. En 1874, se fundó una universidad en Jlújiv y en 1879, los hermanos Tereshchenko, millonarios rusos de ascendencia ucraniana, fundaron y financiaron el hospital gratuito de Santa Eufrosina. En 1899, con fondos de la familia Teréshchenko, se fundó otra universidad en Jlújiv.

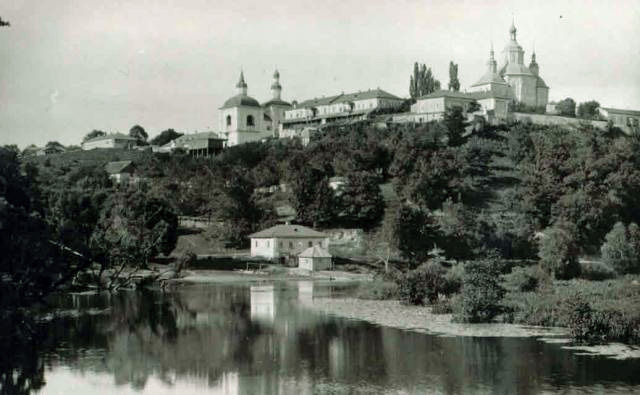
Hlújiv hacia 1900

En 1918, la ciudad pasó a formar parte de la República Popular Ucraniana. Sin embargo, ya en enero de 1918 fue ocupada por el Ejército Rojo durante varios meses. El control soviético regresó a la ciudad un año después, en 1919. Durante la Segunda Guerra Mundial, Jlújiv estuvo ocupada por la Alemania nazi del 9 de septiembre de 1941 al 30 de agosto de 1943.
En octubre de 2015, en las elecciones locales, Michel Tereshchenko (bisnieto de Mijaíl Teréshchenko), asumió la alcaldía de la ciudad. Teréshchenko dimitió como alcalde en octubre de 2018 con la intención de presentarse como candidato a las elecciones presidenciales ucranianas de 2019. Sin embargo, durante los 30 días de ley marcial que se extendieron entre noviembre y diciembre en Ucrania, retomó su cargo como alcalde y el 3 de enero de 2019 declaró su apoyo a otro candidato presidencial, Andri Sadovi.

### Invasión rusa de Ucrania
Clashes occurred in Hlukhiv between the Ukrainian Armed Forces and the invading Russian Armed Forces in the city and its surrounding areas during the night of 24–25 February 2022. The city was occupied by Russian forces until April 2022.
Durante la noche del 24 al 25 de febrero de 2022 se produjeron enfrentamientos en Jlújiv entre las Fuerzas Armadas de Ucrania y las Fuerzas Armadas rusas en la ciudad y sus alrededores. La ciudad estuvo ocupada por las fuerzas rusas hasta abril de 2022.

## Demografía
La evolución de la población de Jlújiv entre 1859 y 2022 fue la siguiente:
| 11 464                                                        | 14 028 | 13 666 | 16 029 | 21 048 | 22 962 | 27 096 | 32 386 | 35 869 | 35 768 | 36 004 | 79 058 | 33 674 | 31 789 |
| (Fuente: Cities & Towns of Ukraine y UKRAINE: Größere Städte) |        |        |        |        |        |        |        |        |        |        |        |        |        |

Según el censo de 2001, el 90,8% de la población son ucranianos y el 8,4% son rusos. En cuanto al idioma, la lengua materna de la mayoría de los habitantes, el 83,2%, es el ucraniano; del 16,49% es el ruso. En el censo de 1897, el 58,1% de la población eran ucranianos, el 25,9% eran judíos y el 15%, rusos.

## Infraestructura

### Arquitectura, monumentos y lugares de interés

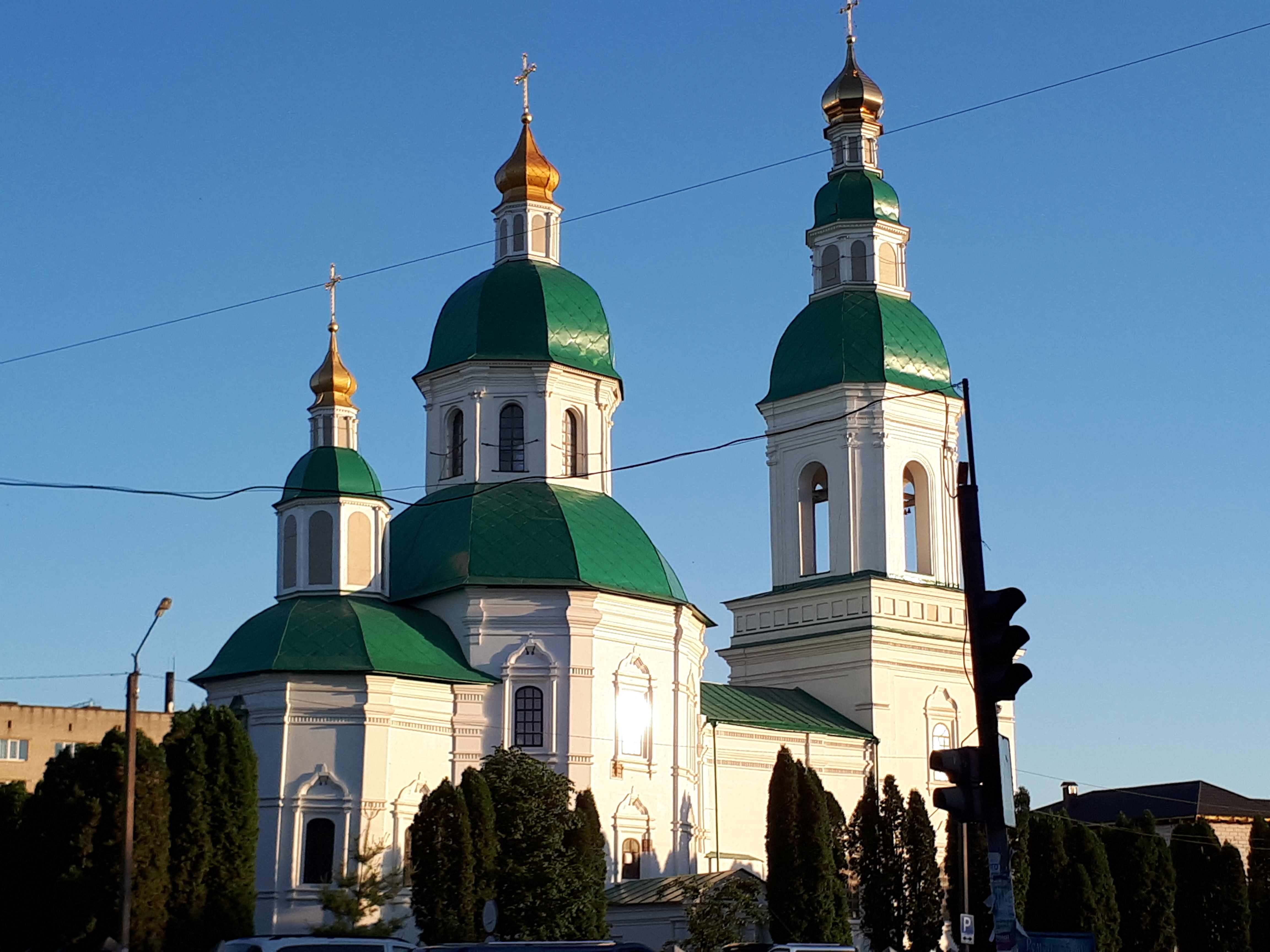
Iglesia de San Nicolás

El edificio más antiguo de la ciudad es la iglesia de San Nicolás (1693), inspirada en las iglesias tradicionales de madera y realizada en estilo barroco ucraniano. Reparada y renovada en 1871, la iglesia tiene tres cúpulas en forma de pera y un campanario de dos pisos.
El estilo de la iglesia de la Transfiguración del Salvador (1765) oscila entre el barroco y el neoclasicismo, mientras que la catedral de San Volodímir fue construida en estilo neobizantino (1884-1893), lo que le da un aire de semejanza con la catedral de Kiev.
El monumento más conocido de Hlújiv es probablemente el castillo de agua (1927-1929). Un arco de triunfo de mediados del siglo XVIII fue dañado durante la Segunda Guerra Mundial, pero ha sido restaurado. Se sugiere que el autor del proyecto para la realización de este último fuera el arquitecto Andréi Kvasov.

### Educación
Debido a la cultura tradicional del cáñamo industrial de la región, Jlújiv alberga hoy un instituto de investigaciones agronómicas, creado en 1931, que depende de la Academia ucraniana de las ciencias agrarias y afectúa investigaciones para la mejora del cultivo del lino y del cáñamo.

### Transporte
En Jlújiv se cruzan las carreteras regionales P-44 y P-65, y a unos cuantos kilómetros al norte de la ciudad discurre la autopista M 02.

## Personas importantes
- Maksim Berezovski (1745-1777), compositor de origen cosaco.
- Dmitri Bortnianski (1751-1825), compositor ucraniano.
- Iósif Shklovski, astrónomo y astrofísico soviético ruso.

## Galería

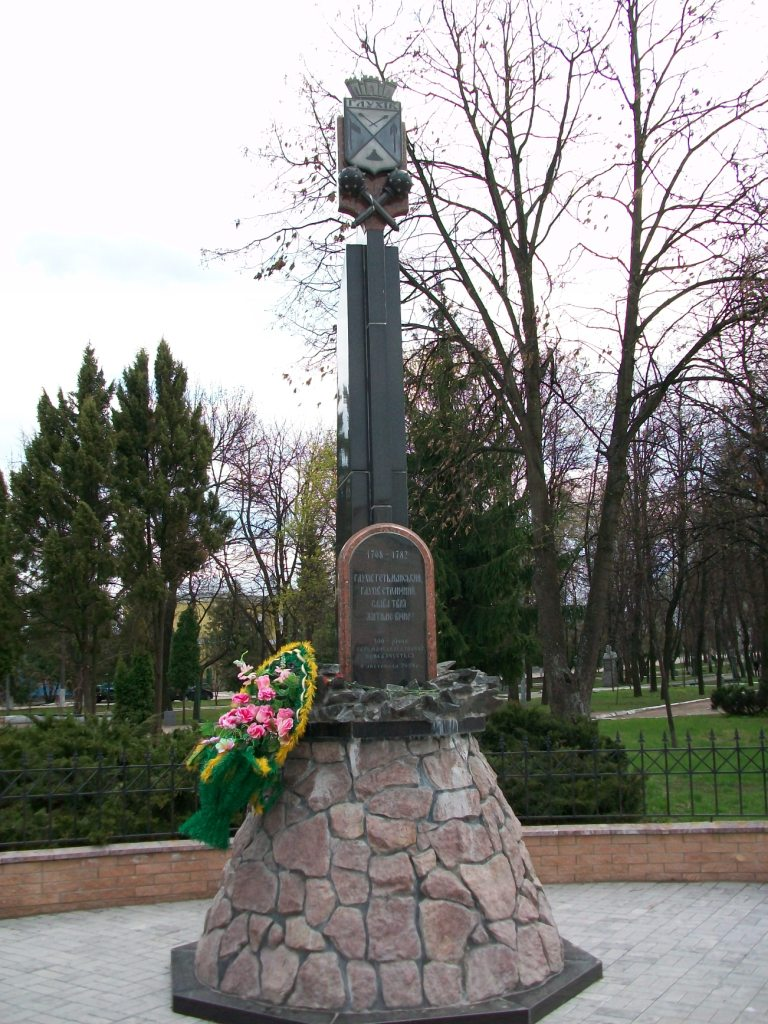
Memorial por los 300 años de la capitalidad del Hetmanato.
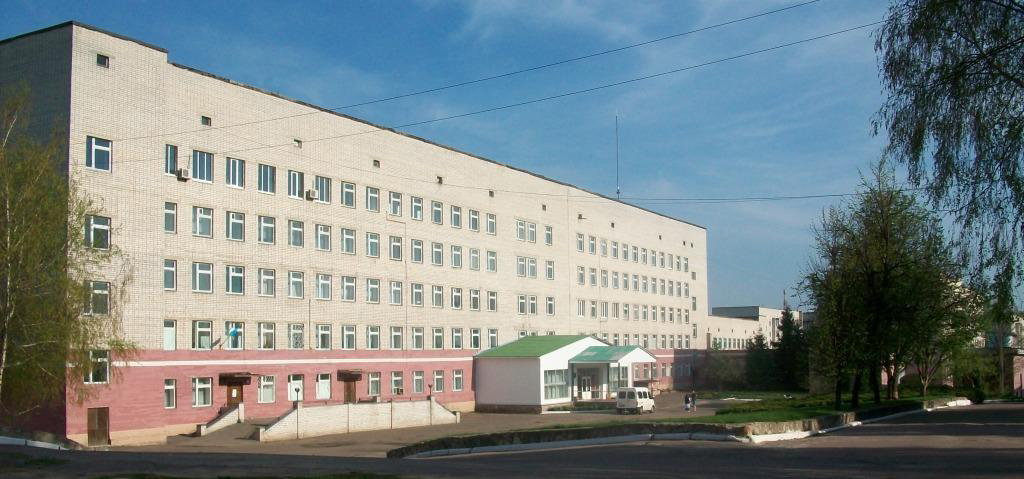
Hospital local
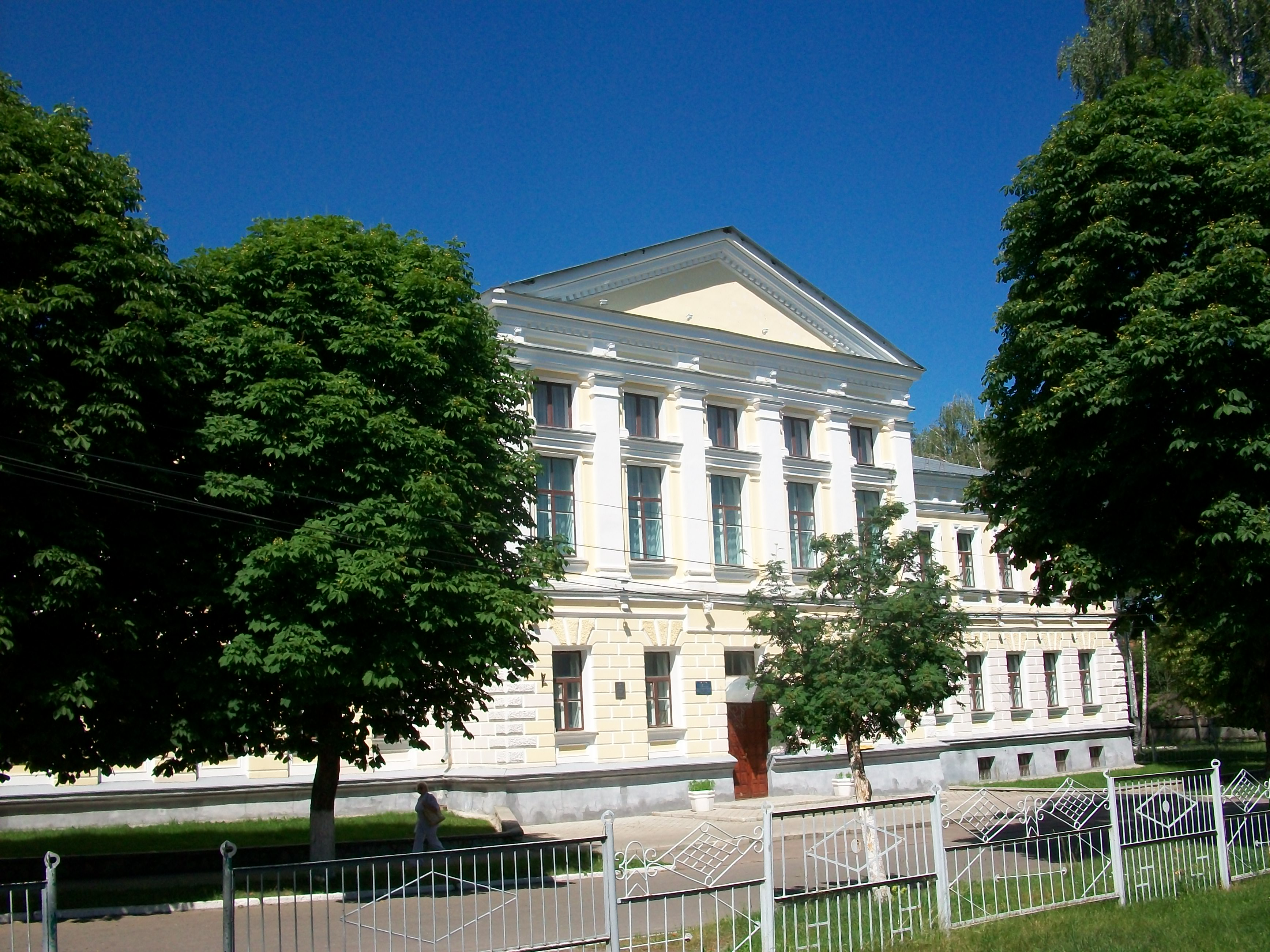
Edificio de la ciudad.
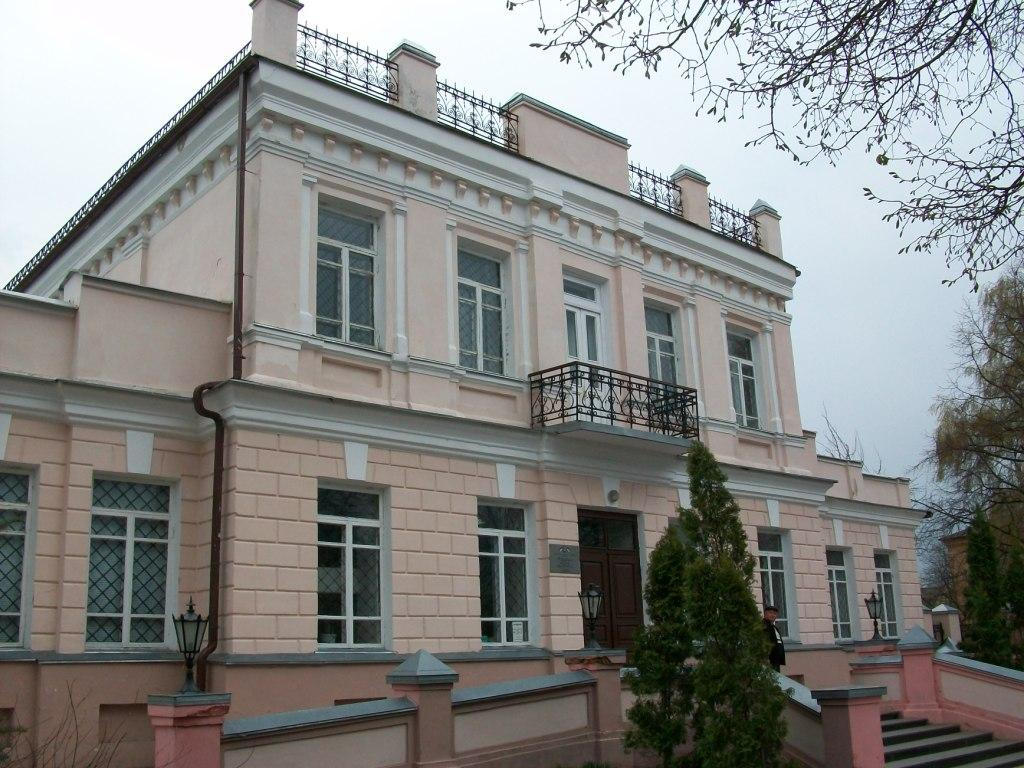
Museo de Historia.
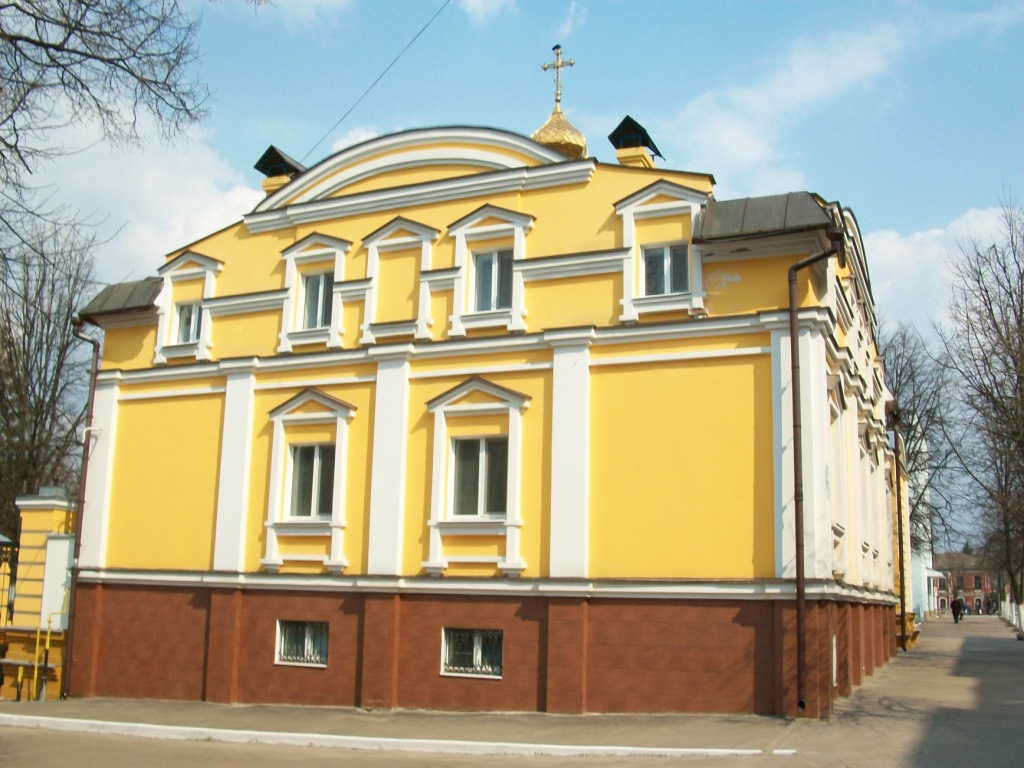
Centro educativo Glinskoy.
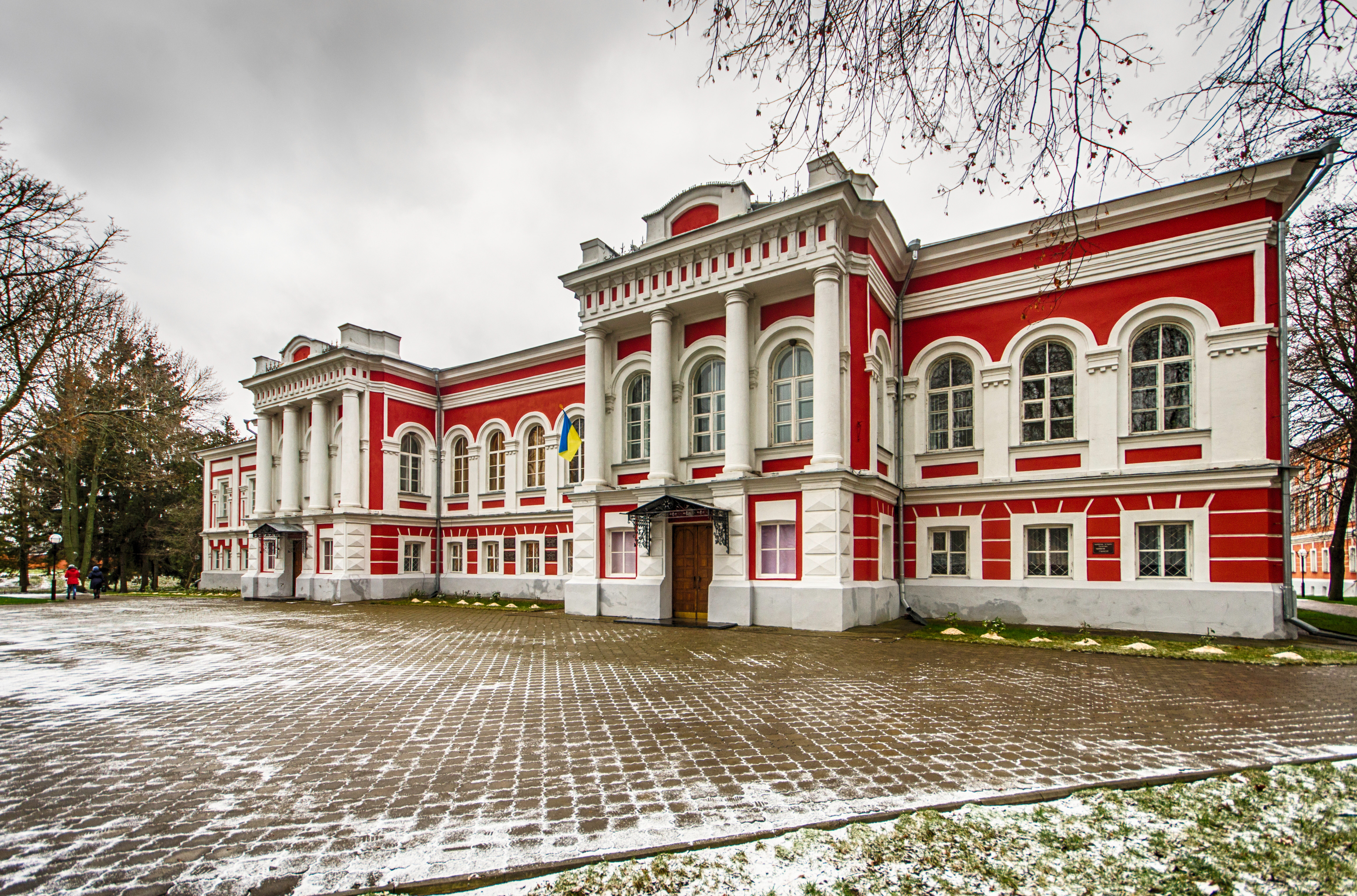
Universidad Nacional de Pedagogía.
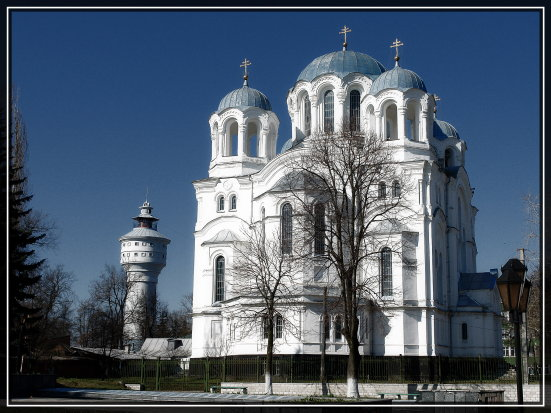
Iglesia Troj-Anastasiyivska y un depósito de agua.
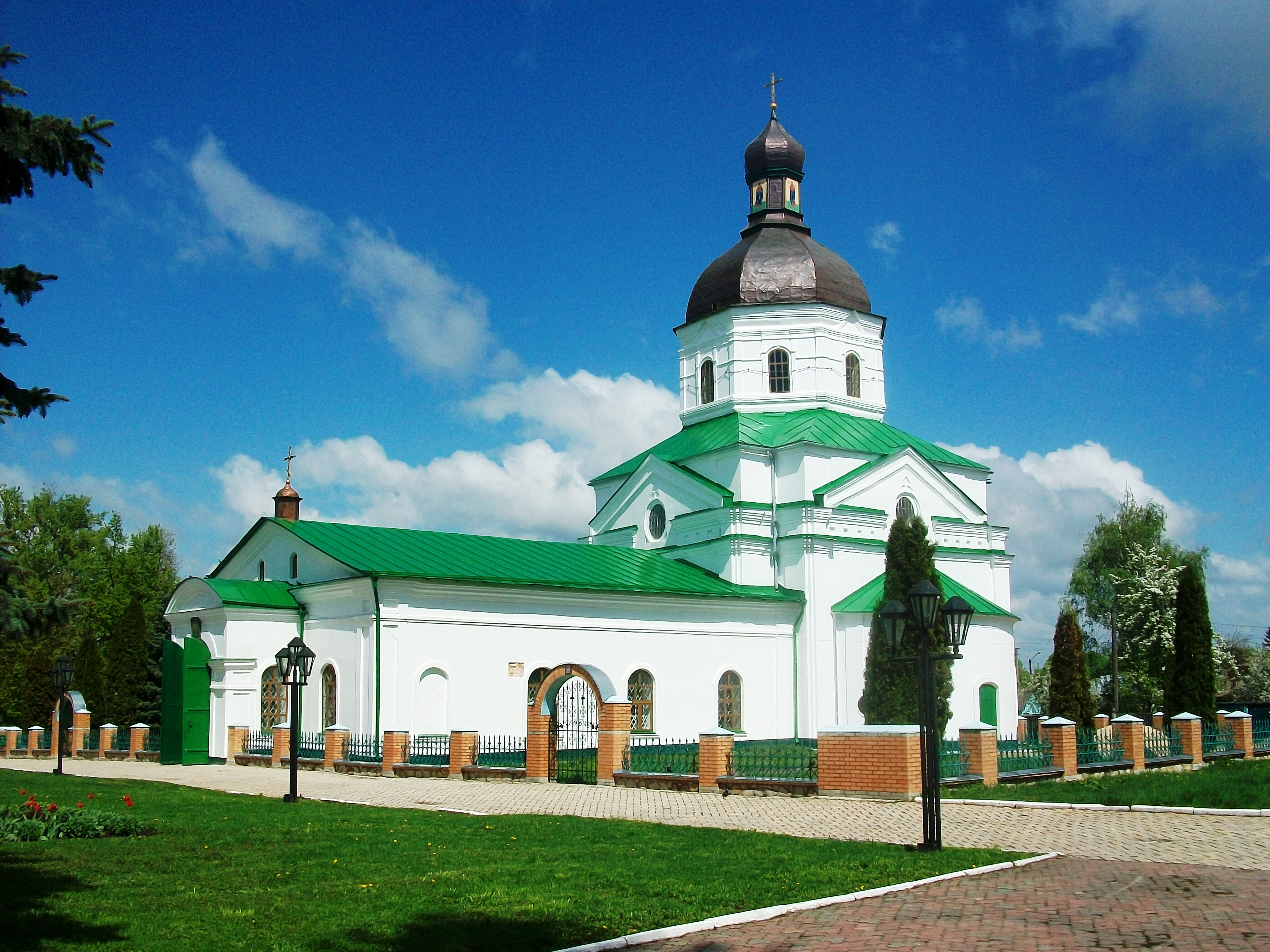
Iglesia de la Transfiguración del Salvador.
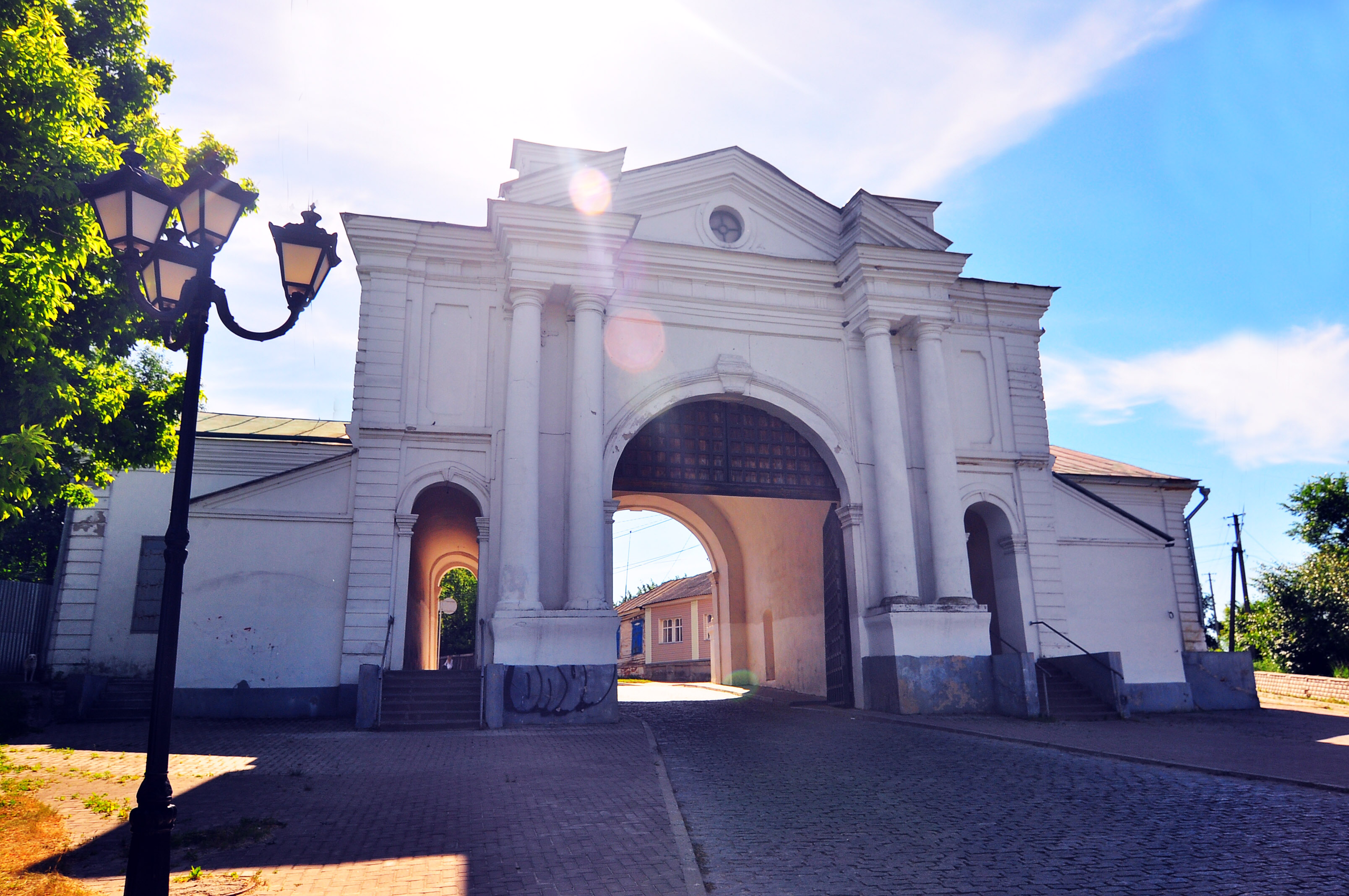
Puerta de Kiev.
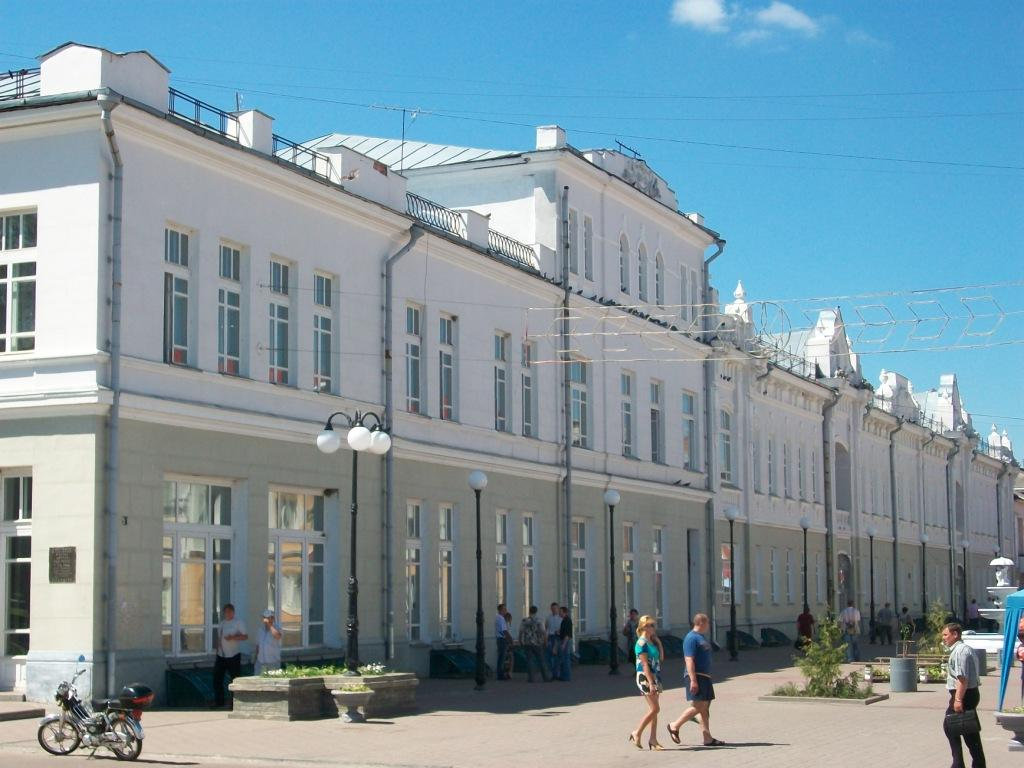
Calle Kievo-Moskóvskaya.
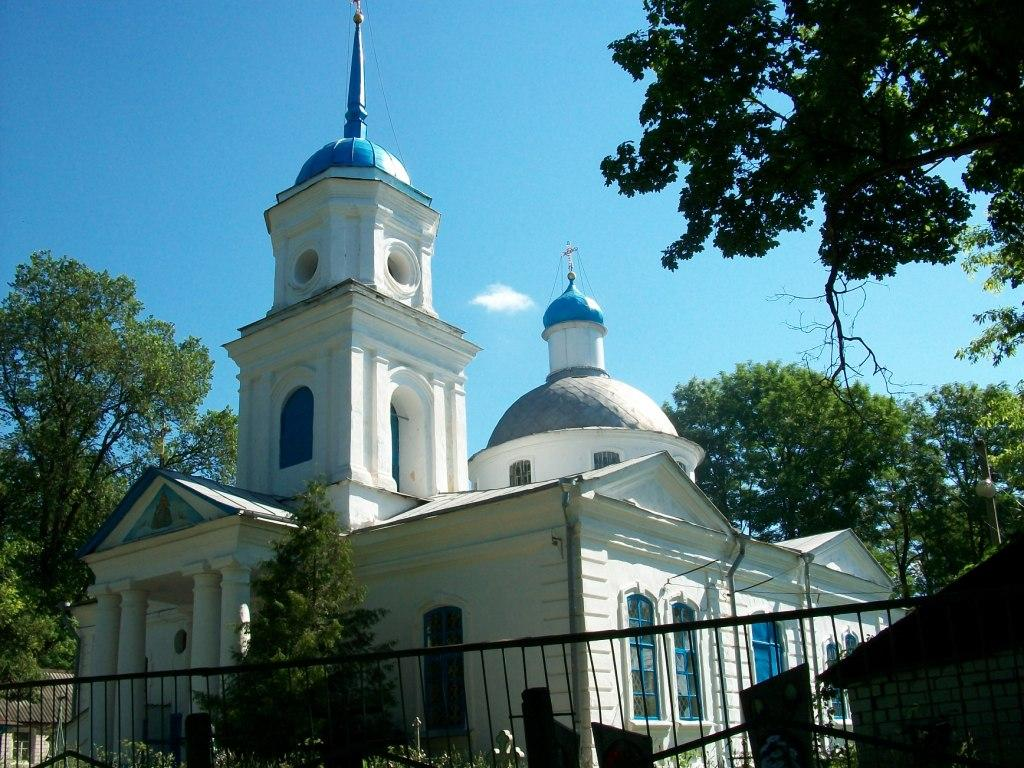
Iglesia de la Ascensión.
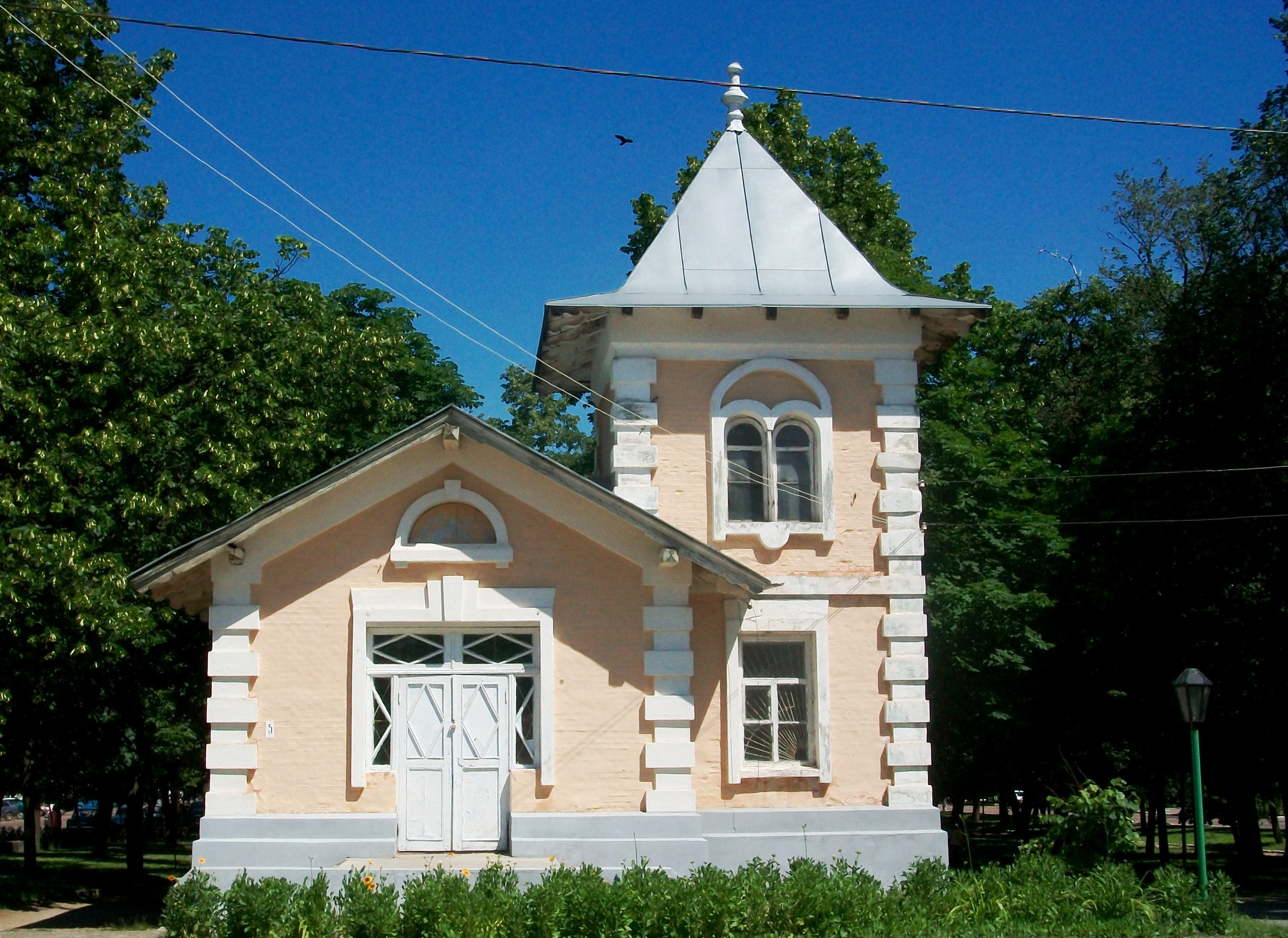
Capilla en la Iglesia de la Transfiguración.
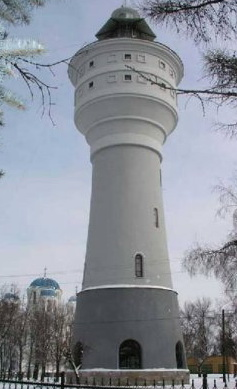
Depósito de agua.
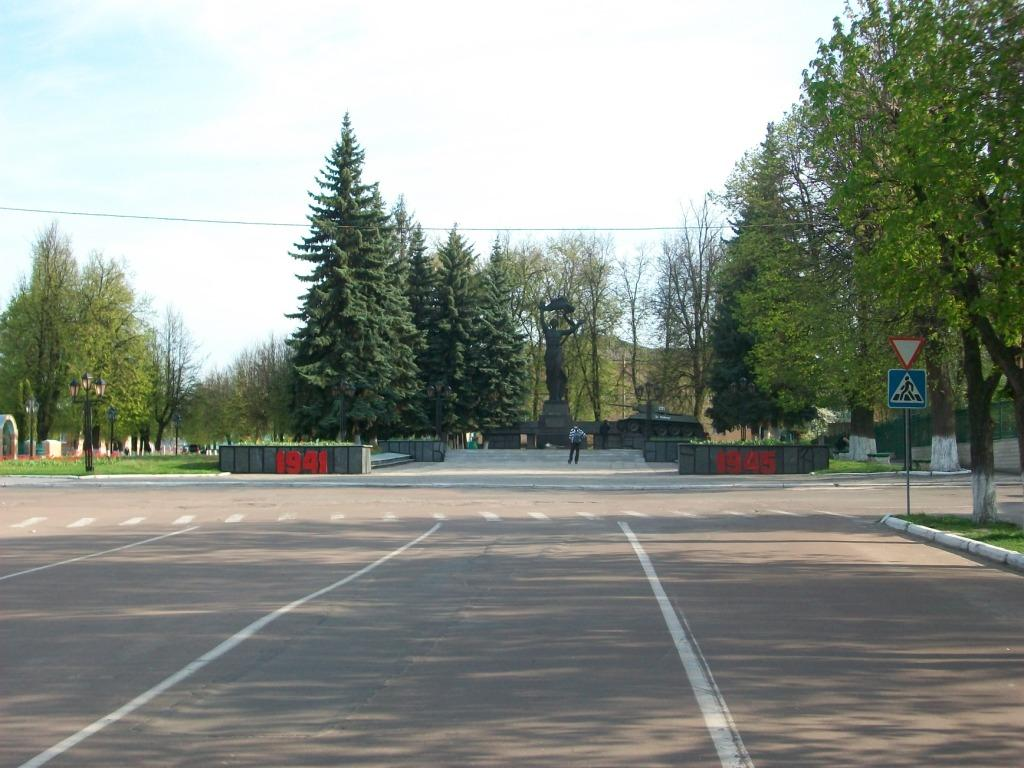
Memorial a los caídos en la Gran Guerra Patria.

## Ciudades hermanadas
- Krivodol y Svishtov, Bulgaria.